# Wirtualny adres IP
Wirtualny adres IP (VIP) – adres IP, który nie jest przypisany do konkretnego komputera bądź interfejsu karty sieciowej komputera. Nadchodzące pakiety są wysyłane na wirtualny adres IP, ale są przesyłane przez rzeczywisty interfejs sieciowy.
Wirtualne adresy sieciowe są najczęściej używane w celu zapewniania redundancji połączeń. Wirtualny adres może być ciągle dostępny jeśli komputer lub interfejs zostanie uszkodzony, ponieważ alternatywny komputer lub interfejs odpowiada na połączenia.